# Aleran (Barcelona)
Aleran (* um 800; † 852) war ein fränkischer Adliger und von 844 bis 852 gemeinsam mit Isembart Graf von Barcelona. Andere Quellen nennen nicht 844, sondern 848 oder 850 als Jahr seiner Amtsübernahme.

## Herkunft
Über seine Herkunft ist wenig bekannt. Es wird angenommen, dass er Sohn von Graf Wilhelm von Blois war und Neffe von Graf Odo von Orléans (dem Schwiegervater Karls des Kahlen).
Er hegte eine tiefe familiäre Feindschaft zur Adelsfamilie Wilhelms von Septimanien, dem Sohn Bernhards, deren Ursachen nicht bekannt sind.

## Titel
- 820 bis 852 Graf von Troyes (?)
- 848 bis 852 Graf von Barcelona, Empúries und Grafschaft Roussillon sowie Markgraf von Septimanien

## Leben
Aleran wurde von Kaiser Ludwig den Frommen 820 als Missus dominicus („Königsbote“) in die Grafschaft Troyes gesandt und möglicherweise auch zum Grafen ernannt. Unter Karl dem Kahlen beteiligte sich der kaisertreue Aleran 849 an der Belagerung und Eroberung von Toulouse.
Daraufhin beauftragte Karl der Kahle in der Reichsversammlung von Narbonne Aleran mit der Befriedung der Spanischen Mark. Dort hatte sich Wilhelm von Septimanien dem rebellierenden Pippin II. von Aquitanien angeschlossen und sich der Grafschaften Barcelona und Empúries bemächtigt.
Entgegen der bisherigen Überlegung, einen Adligen gotischer Herkunft auszuwählen, ernannte er Aleran zum Grafen von Barcelona und von Empúries-Rosselló, sowie zum Markgrafen von Septimanien. Da dieser auch Wilhelm in Schach halten sollte, stellte er ihm mit Isembart einen Co-Grafen zur Seite, einen Sohn von Wilhelms Widersacher Warin von Burgund. Gleichzeitig erhielten der spätere Wilfried I. von Girona die Grafschaften Girona und Besalú, und Salomon die Grafschaften Cerdanya, Urgell und Conflent.
Außer in Barcelona hatte Aleran keine größeren Schwierigkeiten, seine Position in den Grafschaften durchzusetzen. Dort rief Wilhelm von Septimanien den Emir von Córdoba, Abd ar-Rahman II. zu Hilfe.
Als im Februar 850 Karl der Kahle durch einen Aufstand unter dem baskischen Grafen Sancho in den westlichen Pyrenäen gebunden wurde, nutzte Wilhelm die Gelegenheit und eroberte Barcelona und Empúries mit Hilfe maurischer Truppen, nahm Aleran und Isembart vorübergehend gefangen und belagerte Girona – allerdings erfolglos. Weite Landstriche wurden verwüstet. Karl schickte daraufhin Truppenverstärkungen und Wilhelm musste sich nach Barcelona zurückziehen, wo er durch kaisertreue Adlige gefangen genommen und hingerichtet wurde.
Um den Tod ihres Bündnispartners zu rächen, griffen die Araber 851–852 Barcelona an und eroberten die Stadt. Sie plünderten mehrfach die Stadt und vertrieben teilweise die Bevölkerung, bevor sie sich wieder zurückzogen. Möglicherweise starb Aleran im Verlauf dieser Kämpfe. Daraufhin herrschte Isembart alleine, bis 852 der Kaiser Odalric zum Nachfolger ernannte.
Im Sommer 852 wurde der Frieden durch einen Vertrag wiederhergestellt.